# Anzelm Szteinke
Anzelm Szteinke, OFM właśc. Janusz Szteinke (ur. 10 stycznia 1939 we Włocławku, zm. 4 grudnia 2024 w Warszawie) − polski franciszkanin, doktor teologii, historyk ruchu franciszkańskiego, członek Prowincji Matki Bożej Anielskiej w Krakowie.

## Życiorys
Anzelm Szteinke pochodził z rodziny Józefa i Marii zd. Urbańskiej. Do zakonu franciszkańskiego wstąpił w 1956. Po odbyciu nowicjatu pierwszą profesję zakonną złożył 18 sierpnia 1957. Następnie studiował filozofię i teologię w seminarium duchownym swej macierzystej prowincji zakonnej w Krakowie. Śluby wieczyste złożył 15 grudnia 1960. Święcenia kapłańskie przyjął 25 lutego 1964.
O. Szteinke w latach 1965–1970 studiował w Instytucie Historii Kościoła na Katolickim Uniwersytecie Lubelskim. W 1990 obronił pracę doktorską. Przez wiele lat pracował jako wykładowca seminarium duchowego własnej prowincji zakonnej w Krakowie Bronowicach. Przedmiotem jego badań naukowych była szeroko rozumiana historia zakonu franciszkańskiego, szczególnie na ziemiach polskich. Od 1972 do 1987 był komisarzem Ziemi Świętej w Polsce. Na kapitule swojej prowincji w 1978 został wybrany ministrem prowincjalnym. Urząd ten pełnił do 1984. W 1999 o. Szteinke został w Jerozolimie odznaczony Złotym Medalem Pielgrzyma. Władał biegle językiem włoskim. Od 1991 mieszkał w Warszawie (w konwencie na Mokotowie), gdzie zmarł 4 grudnia 2024. Pochowany na cmentarzu Bródnowskim w Warszawie (kwatera 91A-4-5). 

## Wybrana bibliografia naukowa zakonnika
- Kościół Świętego Antoniego i klasztor Franciszkanów-Reformatów w Warszawie 1623-1987. Kraków: Wydawnictwo Prowincji Franciszkanów-Reformatów, 1990. Brak numerów stron w książce
- Komisariat Ziemi Świętej w Polsce w latach 1945-1992, Czesław Aleksander Drzyzgiewicz, Eligiusz Ryszard Dymowski, „Studia Franciszkańskie”, VI, Poznań: Franciszkanie, 1994.??? Brak numerów stron w czasopiśmie
- Modest Jan Pasiecznik OFM (1923-1991) jako historyk zakonu Braci Mniejszych w Polsce. „Studia Franciszkańskie”. VI, 1994. Poznań: Franciszkanie.brak numeru strony
- O. Jukundyn Antoni Bielak OFM. „Ziema Święta”. 1(1), s. 14-15, 1994. Kraków: Fundacja Komisariat Ziemi Świętej. ISSN 1233-5738.
- Grzegorz Gdański: Liber seu Matricula conventus Ordinis Fratrum Minorum strictioris observantiae ac totius fundationis weiheropilitanae (in annis 1633-1676) (O. Grzegorza Gdańskiego Kronika Klasztoru Franciszkanów Ściślejszej Obserwancji w Wejherowie w latach 1633-1676). Anzelm Szteinke OFM (tłum., oprac.). Wejherowo: Muzeum Piśmiennictwa i Muzyki Kaszubsko-Pomorskiej, 1996. ISBN 83-901354-3-4. Brak numerów stron w książce
- O. Mateusz Jozafat Lesicki OFM. Duszpasterz Arabów (1834-1900). „Ziema Święta”. 2(6), s. 12-14, 1996. Kraków: Fundacja Komisariat Ziemi Świętej. ISSN 1233-5738.
- Ojciec Ekspedyt. Senior polskich franciszkanów w Ziemi Świętej. „Ziema Święta”. 1(9), s. 17-19, 1997. Kraków: Fundacja Komisariat Ziemi Świętej. ISSN 1233-5738.
- Kościół Wszystkich Świętych i klasztor franciszkanów-reformatów we Włocławku 1625-1997. Włocławek: Włocławskie Towarzystwo Naukowe, 1998. ISBN 83-85289-24-0. Brak numerów stron w książce
- Polscy bracia mniejsi w służbie Ziemi Świętej 1342-1995. „Studia Franciszkańskie”. IX, 1999. Poznań: Franciszkanie.brak numeru strony
- Jeśli umrę w Jerozolimie... W pierwszą rocznicę śmierci o. Augustyna (Szymańskiego). „Ziema Święta”. 1(17), s. 54-59, 1999. Kraków: Fundacja Komisariat Ziemi Świętej. ISSN 1233-5738.
- Mała Lola. Najmłodsza z uczestników pielgrzymki w 1907 roku. „Ziema Święta”. 1(25), s. 14-15, 2001. Kraków: Fundacja Komisariat Ziemi Świętej. ISSN 1233-5738.
- Recepcja i realizacja Konstytucji Apostolskiej «Felicite quadam». „Biblioteka Studiów Franciszkańskich”. 6, s. 168-209, 2001. Poznań: Franciszkanie. ISSN 1505-8352.
- Polacy w Petersburskiej Prefekturze Misyjnej Franciszkanów-Reformatów. W: Kościół w Polsce. Dzieje i kultura I. Jan Walkusz (pod red.). Lublin: 2002. ISBN 83-228-0965-4. Brak numerów stron w książce
- Komisariaty Ziemi Świętej w Polsce 1604-2004. Polscy komisarze. „Ziema Święta”. 4(40), s. 14-16, 2004. Kraków: Fundacja Komisariat Ziemi Świętej. ISSN 1233-5738.
- Samuel Bommersbach, Marta Bartuś: Studia i materiały do dziejów kościoła św. Anny i klasztoru Franciszkanów OFM w Bieczu 1982-2005. Anzelm Szteinke OFM (oprac.). Biecz: Muzeum Ziemi Bieckiej, 2005. ISBN 83-919776-2-5. Brak numerów stron w książce
- Klasztory franciszkańskie na Kujawach wschodnich i w ziemi dobrzyńskiej od XVI do XIX wieku. „Zapiski Kujawsko-Dobrzyńskie”. 22, s. 49-74, 2007. Włocławek: Włocławskie Towarzystwo Naukowe. ISSN 1426-7136.
- Reformackie korzenie Prowincji Wniebowzięcia NMP Zakonu Braci Mniejszych w Polsce. „Szkoła Seraficka”. 1, s. 9-52, 2008. Katowice: Prowincja Wniebowzięcia NMP Zakonu Braci Mniejszych w Polsce. ISSN 1898-7842.
- Szkice biograficzne założycieli i przełożonych Prowincji Niepokalanego Poczęcia NMP Zakonu Braci Mniejszych Reformatów w Wielkim Księstwie Poznańskim i Prusach Zachodnich (1855-1923). „Szkoła Seraficka”. 1, s. 132-150, 2008. Katowice: Prowincja Wniebowzięcia NMP Zakonu Braci Mniejszych w Polsce. ISSN 1898-7842.
- Struktury organizacyjne I Zakonu Franciszkańskiego na ziemiach polskich (XIII-XXI w.). W: Kościół w Polsce. Dzieje i kultura IX. Jan Walkusz (pod red.). Lublin: Wydawnictwo KUL, 2010, s. 29-58. ISBN 978-83-7363-991-1.
- Bracia mniejsi wpisani w historię Chełma (XVIII-XX w.). W: Kościół w Polsce. Dzieje i kultura IX. Jan Walkusz (pod red.). Lublin: 2010, s. 335-352. ISBN 978-83-7363-991-1.